# راغودة بيضاء الردف
راغودة بيضاء الردف (الاسم العلمي: Rhagodes leucopygus) هي نوع من العنكبوتيات تتبع جنس الراغودة من فصيلة الراغودات.